# San Buenaventura (Ventura) (Kalifornija)
San Buenaventura (Ventura) je grad u američkoj saveznoj državi Kalifornija. Prema popisu stanovništva iz 2010. u njemu je živjelo 106.433 stanovnika.